# 石狩市立花川中学校
石狩市立花川中学校（いしかりしりつはなかわちゅうがっこう）は、北海道石狩市花川北4条に所在する公立中学校。

## 沿革
花川北中学校の生徒増加と、旧花川中学校の校舎老朽化を解消するため、1986年12月、旧花川中学校が閉校し、花川北中学校の一部校区を新設校の校区に編入することが決定された。現在地に校舎が建設。1987年4月、旧花川中学校を継承せず新設校として「石狩町立花川中学校」（生徒376名、10学級）が開校した。
年表
- 1986年（昭和61年）- 校舎建設工事着工、校名決定[2]。
- 1987年（昭和62年）- 体育館完成、校章制定、石狩町立花川中学校開校、制服決定、学校目標制定[2]。
- 1988年（昭和63年）- 校舎第2期工事完成、校歌制定、特別支援学級開設、夏服制定[2]。
- 1990年（平成2年）- スキー授業開始[2]。
- 1992年（平成4年）- プレハブ教室増築完成、旧花川中学校記念碑を移設[2]。
- 1996年（平成8年）- 市制施行により石狩市立花川中学校に改称[2]。
- 1997年（平成9年）- 石狩市体育功績賞受賞、石狩管内教育実践奨励賞受賞[2]。

## 教育目標
- 「希望」自ら考え、進んで真理を求め、創造する生徒[3]。
- 「誠実」広い豊かな心を持ち、礼儀正しく思いやりのある生徒[3]。
- 「公正」正しく判断し、責任と勤労を重んじて協力し合う生徒[3]。
- 「剛健」心身を鍛え、健やかで何事にも粘り強くやり抜く生徒[3]。

## 部活動
全国大会のみ掲載。
体育部
- 野球部
- 男子バドミントン部
- 女子バドミントン部
- 男子ソフトテニス部
- 女子ソフトテニス部
- 男子バスケットボール部
- 女子バスケットボール部
- 陸上部
- ソフトボール部
- 剣道部

文化部
- 吹奏楽部
- 美術部

個人
- 水泳
  - 全国中学校水泳競技大会
    - 女子400Mリレー 8位入賞（1994年）[2]
    - 女子400M 8位入賞（1995年）[2]
    - 男子1500M自由形 出場（2008年 - 2010年）[2]
- 体操
  - 全国中学校体操競技選手権大会 出場（2018年 - 2019年）[2]

## 通学区域
通学区域は以下の通り。
- 花川北3条1丁目 - 2丁目（71番地 - 123番地 除く）

- 花川北4条1丁目 - 5丁目
- 花川北5条1丁目 - 3丁目
- 花川北6条1丁目 - 5丁目
- 花川北7条1丁目 - 3丁目
- 花川東
- 新港中央1丁目 - 4丁目
- 新港東1丁目 - 2丁目・4丁目
- 新港南1丁目 - 3丁目
- 花畔1条1丁目 - 2丁目
- 花畔2条1丁目
- 花畔3条1丁目
- 花畔4条1丁目
- 花畔（354番地 除く）
- 緑苑台東1条1丁目 - 2丁目
- 緑苑台東2条1丁目 - 2丁目
- 緑苑台東3条1丁目 - 3丁目
- 緑苑台中央1丁目 - 3丁目
- 緑苑台西1条1丁目 - 3丁目
- 緑苑台西2条3丁目

## 出身小学校
- 石狩市立花川小学校
- 石狩市立緑苑台小学校
- 石狩市立双葉小学校

## 交通アクセス
- 北海道中央バス （16・麻15・麻16）花畔団地線「花川北5条1丁目」停留所下車、徒歩2分[6]。

## 著名な出身者
- 國母和宏[1]（スノーボード選手）- 2006年トリノオリンピック出場。